# Caiabu (ort)
Caiabu är en ort i Brasilien.   Den ligger i kommunen Caiabu och delstaten São Paulo, i den södra delen av landet, 800 km sydväst om huvudstaden Brasília. Caiabu ligger 407 meter över havet och antalet invånare är 4 072.
Terrängen runt Caiabu är platt. Närmaste större samhälle är Martinópolis, 16,3 km söder om Caiabu.
Trakten runt Caiabu består i huvudsak av gräsmarker. Runt Caiabu är det glesbefolkat, med 14 invånare per kvadratkilometer.